# 牛田悠理
牛田 悠理（うしだ ゆうり、1989年10月19日 - ）は、香川県出身の女子バスケットボール選手である。2008年から2017年まで、WJBLのデンソーアイリスに所属した。ポジションはフォワード。ニックネームは「ソウ」。

## 来歴
地元丸亀市の城西ミニバス、丸亀東中を経て、桜花学園高校に進学する。3年生次の2007年にインターハイ、国民体育大会、ウィンターカップで優勝した。
卒業後の2008年、デンソーアイリスに加入した。
2010-11シーズンは試合出場が増え、レギュラーシーズンで26試合とプレイオフセミファイナル3試合に出場した。
2011年7月、U-24日本代表に選出され、ウィリアム・ジョーンズカップに出場。
2013-14シーズン、デンソーはWリーグ3位でプレーオフに進出する。プレーオフ準決勝では同2位のトヨタ自動車アンテロープスを破り、チーム史上初のファイナルに進出する。牛田はトヨタ戦の第3戦に約38分間出場した。また、この2014年、仁川アジア大会に出場する日本代表に選出され、銅メダルを獲得した。
2016-17シーズン終了後に退部し、選手生活から引退した。
|引退後、2017～コーチとし活動。
2018-2020 Bリーグ三遠ネオフェニックススクールコーチ
2019～ NPO法人 ソシオ成岩スポーツ　ideas コーチ
2019～ 愛知県 U14アシスタントコーチ とし活躍中。

## 日本代表歴
- 2011年ウィリアムジョーンズカップ
- 2014年アジア競技大会